# Устье (Одинцовский район)
Устье — деревня в Одинцовском районе Московской области, в составе сельского поселения Ершовское. Население 49 человек на 2006 год. До 2006 года Устье входило в состав Каринского сельского округа.
Деревня расположена на северо-западе района, в 10 километрах к западу от Звенигорода, на левом берегу Москвы-реки, между устьями Молодельни и Дубешни, высота центра над уровнем моря 146 м.
Впервые в исторических документах деревня встречается в писцовой книге 1558 года, как принадлежавшее Савво-Сторожевскому монастырю. После секуляризационной реформы 1764 года деревня числилась в Покровской волости, на 1800 год в ней было 23 двора, 102 мужчины и 107 женщин. На 1852 год в казённой деревне Устье числилось 44 двора, 162 души мужского пола и 188 — женского, в 1890 году — 193 человека. По Всесоюзной переписи 17 декабря 1926 года числилось 61 хозяйство и 301 житель, по переписи 1989 года — 54 хозяйства и 90 жителей.